# Aleksander Skibiński
Aleksander Skibiński (ur. 30 września 1958 we Wrocławiu) – polski tancerz tańca towarzyskiego, sędzia-skrutiner tańca, działacz społeczny i członek honorowy Polskiego Towarzystwa Tanecznego.

## Wykształcenie
W roku 1985 został magistrem inżynierem na Wydziale Mechanicznym Politechniki Wrocławskiej.

## Kariera taneczna
W latach 1980–1987 tańczył w Studenckim Klubie Tanecznym PAŁACYK we Wrocławiu, którego trenerem był Leszek Lewandowski. Uczestniczył w ponad 60 turniejach tańca towarzyskiego. W parze z Jolantą Mikszą zdobył:
- brązowy medal Mistrzostw Polski PTT w klasie „C” w 10 Tańcach (21-22.05.1983 r. Jelenia Góra)
- brązowy medal Mistrzostw Wrocławia PTT w klasie „C” (25.02.1984 r.)
- klasę taneczną „B” w stylu standardowym i latynoamerykańskim (1984 r.)

W parze z Edytą Wirecką wywalczył na Mistrzostwach Wrocławia PTT w klasie „E” złoty medal w standardzie i brązowy w stylu latynoamerykańskim (22.03.1987 r.).

## Działalność społeczna
,
W dniu 01.10.1980 r. został członkiem zwyczajnym Federacji Szkół i Klubów Tanecznych w Polsce (FSiKT), która w roku 1985 została przekształcona w Polskie Towarzystwo Taneczne (PTT) z siedzibą w Krakowie. W obu organizacjach piastował następujące funkcje społeczne:
- 1981 – 1986 r. Wiceprezes Zarządu SKT PAŁACYK Wrocław
- 1986 – 1988 r. Wiceprezes Okręgu Terenowego PTT we Wrocławiu
- 1988 – 1998 r. Prezes Oddziału Okręgowego PTT we Wrocławiu
- 1998 – 2004 r. Skarbnik Okręgu Dolnośląskiego PTT
- 2004 – 2013 r. Członek Zarządu O/ Dolnośląskiego PTT
- od 2004 Sekretarz Sądu Koleżeńskiego O/ Dolnośląskiego PTT.
- 1994 – 1998 r. – Wiceprezes Zarządu Głównego PTT w Krakowie
- 2002 – 2005 r. – Sekretarz ZG PTT w Krakowie.
- 2002 – 2003 r. – Sekretarz Narodowy International Dance Organization (IDO) w Polsce

Był reprezentantem Polski z ramienia ZG PTT na kongresach tańca: International DanceSport Federation (IDSF) i World Rock & Roll Confederation (WRRC).

## Kariera sędziego – skrutinera PTT
Od 1982 r. jako sędzia – skrutiner uczestniczył w ponad 1120 turniejach tańca towarzyskiego i innych form tańca:
- Mistrzostwa Świata Youth Standard (Bydgoszcz 2003)
- Mistrzostwa Świat Formacji Standard (Elbląg 1999)
- Mistrzostwa Europy Formacji Latin (Warszawa 1997)
- Puchar Świata Standard (Wrocław 2015)[4]
- Mistrzostwa Polski PTT Amatorów w stylach i 10 Tańcach[5][6][7]
- Mistrzostwa Polski PTT Senior, Youth, Junior i Dzieci[8][9][10]
- Akademickie Mistrzostwa Polski PTT (Wrocław 1988, 2000)
- Mistrzostwa i Puchary Okręgów PTT[11][12]
- Mistrzostwa Polski PTT Niewidomych i Słabowidzących (Brzeg Dolny 2004, 2007)[13]
- Puchar Świata Rock & Roll (Zielona Góra 2000)
- Mistrzostwa Polski Rock & Roll, boogie woogie, Innych Form Tańca (disco, freestyle, rap, tap, show, swing).

Karierę sędziego – skrutinera zakończył w 2017 r.

## Działalność organizacyjna
Zorganizował ponad 80 turniejów tańca towarzyskiego, w tym:
- Mistrzostwa Europy Formacji Tanecznych Latin (Warszawa 1997)
- Mistrzostwa Polski PTT (Brzeg Dolny 1998, Wrocław 2004, Sobótka 2015)
- Akademickie Mistrzostwa Polski PTT (Wrocław 1982,1983,1985,1987,1988)
- Mistrzostwa Polski PTT Juniorów (Zielona Góra 1996, Zawadzkie 1998, Wrocław 2004)
- roczne cykle turniejów Grand Prix Polski PTT w klasie A+S (sezon 1995/96, 1996/97, 1997/98, 1998/99)
- Mistrzostwa Okręgu PTT i Wrocławia
- roczne cykle turniejów Grand Prix Oddziału Terenowego PTT we Wrocławiu w klasie E, D i C (sezon 1986/87, 1987/88)[2].

## Działalność wydawnicza
W okresie pracy w Okręgu Dolnośląskim PTT i Zarządzie Głównym PTT opracował, zredagował i wydał następujące publikacje organizacyjne:
- Przepisy Amatorskiego Ruchu Tanecznego PTT
- Przepisy Sędziowskie PTT
- Biuletyny Okręgu Dolnośląskiego i Zarządu Głównego PTT
- Okręgowe i Ogólnopolskie „Listy Sędziów i Klubów PTT”
- Wywiady w gazecie „Nowe Tańczmy”[14][2].

## Wyróżnienia i odznaczenia
- 13.10.2001 r. Wrocław – wyróżniony dyplomem o/Dolnośląskiego PTT w 20 rocznicę działalności w Amatorskim Ruchu Tanecznym[2]
- 16.06.2002 r. Wrocław – odznaczony „Złotą Odznaką Okręgu Dolnośląskiego PTT”[2]
- 09.12.2016 r. Kraków – z okazji 60-lecia PTT[15] odznaczony „Złotą Odznaką PTT”[16][17]
- 22.06.2018 r. Kraków – uchwałą nr 72/2018 ZG PTT nadano mu godność Członka Honorowego PTT[18].